# Cantonul Betton
Cantonul Betton este un canton din arondismentul Rennes, departamentul Ille-et-Vilaine, regiunea Bretania, Franța.

## Comune
- Betton (reședință)
- La Chapelle-des-Fougeretz
- Montgermont
- Saint-Grégoire